# Podolínec
Podolínec ( allemand : Pudlein, hongrois : Podolin, polonais : Podoliniec, latin : Podolinum) est une ville de la région de Prešov en Slovaquie, dans la région historique de Spiš.

## Histoire
La première mention écrite de la ville remonte à 1244. Jusqu'en 1927, la ville s'appelait Hanušovce.

## Démographie

### Évolution de la population
| Année:               | 1994. | 2004.   | 2014.   | 2024.   |
| -------------------- | ----- | ------- | ------- | ------- |
| Nombre de personnes: | 3114  | 3172    | 3202    | 3048    |
| Différence:          |       | +1,86 % | +0,94 % | -4,80 % |

| Année:               | 2023. | 2024.   |
| -------------------- | ----- | ------- |
| Nombre de personnes: | 3055  | 3048    |
| Différence:          |       | -0,22 % |